# Cykl Q

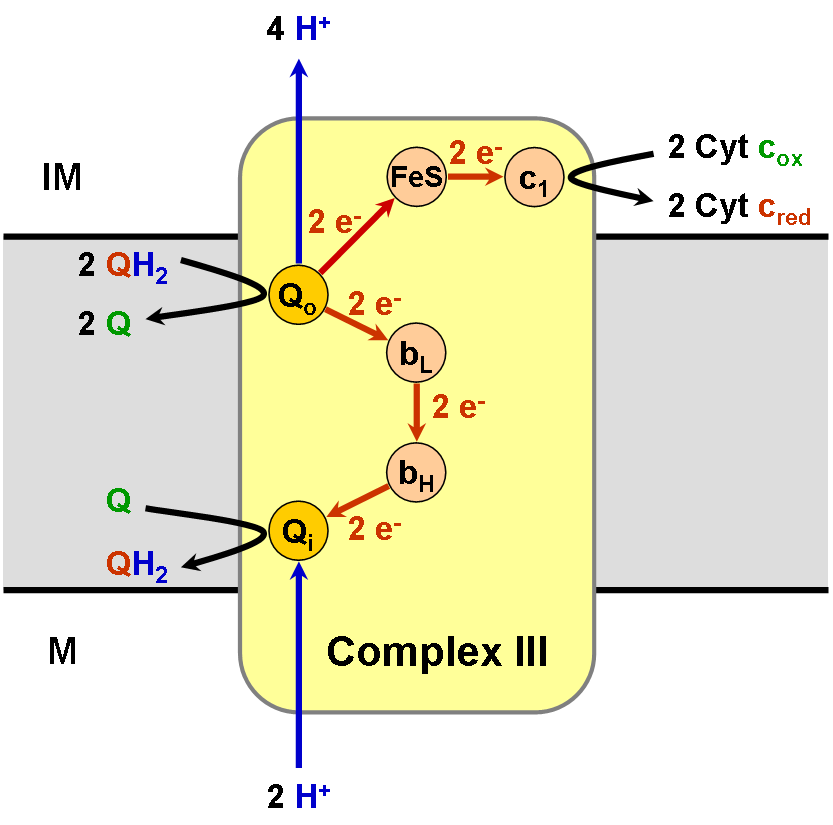
Schematyczne przedstawienie łańcucha transportu elektronów kompleksu III

Cykl Q – seria reakcji biochemicznych, których przebieg jako pierwszy opisał Peter D. Mitchell w 1977 roku. Kolejne reakcje utleniania i redukcji przenośnika elektronów znajdującego się w błonach białkowo-lipidowych, ubichinonu (znanego również jako koenzym Q), prowadzą do przenoszenia protonów przez dwuwarstwę lipidową. Zmodyfikowana wersja schematu zaproponowanego przez Mitchella tłumaczy w jaki sposób kompleks III obecny w błonie mitochondrialnej przenosi protony z macierzy mitochondrialnej (matrix) do przestrzeni międzybłonowej (perymitochondrialnej) (powstały w poprzek błony gradient elektrochemiczny umożliwia syntezę ATP kompleksowi syntazy ATP obecnej w błonach mitochondriów i chloroplastów).
Działanie cyklu Q polega na zredukowaniu cytochromu c (mitochondria) lub plastocyjaniny (chloroplasty) z jednoczesnym utlenieniem ubichinonu (mitochondria) lub plastochinonu (chloroplasty).

## Przebieg cyklu Q w mitochondriach
Cykl Q w mitochondriach zachodzi na kompleksie III określanym jako reduktaza ubichinol-cytochrom c (EC 1.10.2.2).
Zredukowana forma ubichononu-ubichinolu QH2 przyłączana jest do histydyny 182 białka zawierającego żelazo i siarkę – tzw. białko Rieskiego oraz do glutaminianu 272 cytochromu b. Jeden z elektronów z cząsteczki ubichinonu przekazywany jest na białko Rieskiego, redukując znajdujące się w białku żelazo z +3 na +2 stopień utlenienia, a następnie na cytochrom c1, redukując żelazo w układzie hemowym. Elektron ten trafia kolejno na cząsteczkę cytochromu c niezwiązaną z kompleksem III mitochondriów. Pozbawiony elektronu wodór z histydyny 181 uwalniany jest do przestrzeni międzybłonowej.
Drugi elektron z ubichinonu przenoszony jest na żelazo hemowe niskopotencjałowej formy cytochromu bL, po czym trafia na wysokopotencjałową formę cytochromu bH. Następnie elektron redukuje cząsteczkę ubichinonu przyłączoną w specyficznym miejscu na kompleksie bc1. Cząsteczka ubichinonu przyłącza za pośrednictwem glutaminianu 272 proton pobrany z macierzy mitochondrialnej. Ubichinon po przyłączeniu protonu staje się semichinonem, a po dostarczeniu drugiego elektronu przechodzi w ubichinol i odrywa się z miejsca redukcji ubichinonu. Powstały ubichinol może przekazać swoje elektrony w miejscu utlenienia ubichinonu na kompleksie III.
W efekcie utlenienia dwóch cząsteczek ubichinonu dwa elektrony przekazywane są na cytochrom c, cztery protony uwalniane do przestrzeni międzybłonowej, dwa protony pobrane są z macierzy mitochondrialnej oraz powstaje jedna cząsteczka ubichinolu mogąca brać udział w cyklu Q.

## Przebieg cyklu Q w chloroplastach
Niemal identyczny mechanizm przenoszenia protonów występuje u roślin w chloroplastach podczas wytwarzania gradientu protonowego w poprzek błony tylakoidów. W chloroplastach za katalizowanie reakcji utleniania plastochinolu i redukcję plastocyjaniny odpowiedzialny jest kompleks cytochromowy b6f – reduktaza plastochinol-plastocyjanina (EC 1.10.99.1) obecny w błonie tylakoidów. Plastochinol przyłącza się do miejsca redukcji i tak jak w mitochondriach jeden z elektronów przenoszony jest na białko Rieskiego, a drugi trafia na niskopotencjałowy cytochrom bL. Elektron z białka Rieskiego poprzez cytochrom f przenoszony jest na plastocyjaninę, a elektron z niskopotencjałowego cytochromu bL poprzez wysokopotencjałowy cytochrom bH trafia do miejsca redukcji plastochinonu. Po otrzymaniu dwóch elektronów cząsteczka plastochinonu w miejscu redukcji pobiera dwa protony ze stromy chloroplastu i powraca do puli plastochinonu obecnej w błonie tylakoidów.
Podobnie jak w mitochondriach, w efekcie utlenienia dwóch cząsteczek plastochinolu dwa elektrony przekazywane są na plastocyjaninę, cztery protony uwalniane do wnętrza tylakoidu, dwa protony zostają pobrane ze stromy oraz powstaje jedna cząsteczka plastochinolu mogąca brać udział w kolejnym Q cyklu.